# Sims (Indiana)
Sims es un lugar designado por el censo ubicado en el condado de Grant en el estado estadounidense de Indiana. En el Censo de 2010 tenía una población de 156 habitantes y una densidad poblacional de 60,35 personas por km².

## Geografía
Sims se encuentra ubicado en las coordenadas 40°30′2″N 85°51′14″O / 40.50056, -85.85389. Según la Oficina del Censo de los Estados Unidos, Sims tiene una superficie total de 2.58 km², de la cual 2.58 km² corresponden a tierra firme y (0%) 0 km² es agua.

## Demografía
Según el censo de 2010, había 156 personas residiendo en Sims. La densidad de población era de 60,35 hab./km². De los 156 habitantes, Sims estaba compuesto por el 95.51% blancos, el 0% eran afroamericanos, el 0.64% eran amerindios, el 0.64% eran asiáticos, el 0% eran isleños del Pacífico, el 3.21% eran de otras razas y el 0% pertenecían a dos o más razas. Del total de la población el 4.49% eran hispanos o latinos de cualquier raza.